# セグー圏
セグー圏（セグーけん、フランス語：Cercle de Ségou）は、マリ共和国の地方行政区画でセグー州を構成する圏のひとつ。行政の中心地はセグーにおかれる。下級単位のコミューンは30団体あり、2009年の統計で人口は691,358人を数える。

## コミューン
セグー圏には以下のコミューンがある。
- バンガンダドゥーグー（fr:Baguindadougou）
- ベーレン (マリ共和国)（fr:Bellen）
- ブーサン（fr:Boussin）
- シンザナ（fr:Cinzana）
- ディエドゥーグー (セグー圏)（fr:Diédougou (Ségou)）
- ディガニドゥーグー（fr:Diganidougou）
- ディオロ（fr:Dioro）
- ディオナ (マリ共和国)（fr:Diouna）
- ドゥーガブーグー（fr:Dougabougou）
- ファラコ (セグー圏)（fr:Farako (Ségou)）
- ファラクー・マッサ（fr:Farakou Massa）
- ファティネ（fr:Fatiné）
- カミアンドゥーグー（fr:Kamiandougou）
- カティエナ（fr:Katiéna）
- コノディミニ（fr:Konodimini）
- マルカラ（fr:Markala）
- マサラ (マリ共和国)（fr:Massala (Mali)）
- ンガラ（fr:N'Gara）
- ンクーマンドゥーグー（fr:N'Koumandougou）
- ペレンガナ（fr:Pelengana）
- サコイバ（fr:Sakoïba）
- サマ・フーララ（fr:Sama Foulala）
- サミネ（fr:Saminé）
- サンサンディン（fr:Sansanding）
- セボーグー（fr:Sébougou）
- セグー（Ségou）
- シビラ (マリ共和国)（fr:Sibila）
- ソワニェボーグー（fr:Soignébougou）
- ソーバ（fr:Souba (Mali)）
- トゴー（fr:Togou）